# KStars
KStars는 KDE 플랫폼을 사용한 자유 라이선스의 천체투영관 프로그램이다. 리눅스, BSD, macOS, 마이크로소프트 윈도우용으로 사용 가능하다. KStars의 라이트 버전은 안드로이드 기기용으로 이용 가능하다. 지구의 어느 지점에서나 날짜와 시간을 가리지 않고 밤하늘의 정확한 그래픽적 표현을 제공한다. 최대 100,000,000개의 항성(추가 기능을 사용 시), 13,000개의 심원천체 별자리, 8개 행성, 태양, 달, 그리고 수천 개의 혜성, 소행성, 위성, 초신성을 보여준다.

## 같이 보기
- 우주 비행 시뮬레이션 게임